# 伊平屋島
27°02′23″N 127°58′07″E / 27.03972°N 127.96861°E
伊平屋島（日语：／ Iheya-jima、琉球語：／ ）是沖繩群島伊平屋伊是名群島中的一個島嶼，行政區劃上屬於沖繩縣島尻郡伊平屋村。
伊平屋島位於本部半島北部約41公里處，為一細長的島嶼，面積20.66平方公里。最高峰為賀陽山，標高294公尺。島上山地佔大部份面積。這也是沖繩縣轄境最北端的有人島，與鹿兒島縣的與論島處於同一緯度。
與西南部的野甫島有野甫大橋相通。前泊港與本部半島今歸仁村的運天港之間有一天二次往返的渡船，事實上是與島外唯一交通的手段。
琉球第一尚氏王朝國王尚思紹的祖父佐銘川大主（又名鮫川大主）出生於此島。